# Шехен
Шехен (нім. Schechen) — громада в Німеччині, розташована в землі Баварія. Підпорядковується адміністративному округу Верхня Баварія. Входить до складу району Розенгайм.
Площа — 31,54 км2. Населення становить 5100 ос. (станом на 31 грудня 2020).